# Étoile Filante de Lomé
Étoile Filante de Lomé ist ein togoischer Fußballverein aus der Hauptstadt Lomé.
Heimstadion des Clubs ist das Stade Oscar-Anthony, die traditionellen Farben sind Blau-Weiß.
Etoilé ist einer der traditionsreichsten Fußballclubs Togos; mit sieben Meistertiteln seit der Unabhängigkeit 1960 ist Etoilé nach AC Semassi FC aus Sokodé der erfolgreichste Club. Hinzu kommen neun Meisterschaften, die vor der Unabhängigkeit erreicht wurden, sowie drei Meistertitel, an denen Étoile Filante nach der Reform des togoischen Fußballs unter dem Namen Lomé 1 beteiligt war.

## Geschichte
Der Verein geht auf eine Mannschaft von Schülern der katholischen Missionsschule École de la Cathédrale de Lomé zurück, deren Anführer Stanislas Segbeaya war. Einige Monate später wurde am 15. Februar 1933 der Kultur- und Sportverein Étoile Filante (frz. ‚Sternschnuppe‘) gegründet. Nach dem Gewinn der Jugendmeisterschaft 1933 nahm der Verein an der Meisterschaft der Senioren teil und konnte mehrfach die Meisterschaft der damaligen französischen Kolonie gewinnen. 1940 war Étoile Filante der erste Verein, dessen Spieler in Fußballschuhen spielten. Vor der Unabhängigkeit gewann der Verein unzählige kleinere Pokale sowie 1956 und 1958 die Coupe du Togo, den nationalen Pokalwettbewerb. Ab 1955 nahmen togoische Vereine am Pokalwettbewerb der Kolonialföderation Französisch-Westafrika (der Togo nicht angehörte) Coupe d’AOF teil.
Die traditionell bestehende Rivalität mit dem anderen Club aus Lomé, Modèle zeigte sich sodann auch auf interkolonialer Ebene: Nachdem Modelé 1959 im Finale der Coupe d’AOF knapp gegen Saint-Louisienne aus Senegal gescheitert war, konnte Étoile Filante den Pokal im folgenden Jahr gegen Jeanne d’Arc aus Bamako, heute Stade Malien, gewinnen.
Auch nach der Unabhängigkeit errang Etoilé Filante weitere Erfolge. Nachdem zum Ende der 1950er Jahre die Serie der Meistertitel gerissen war und vier Titel an den Stadtrivalen Essor de Lomé gingen, errang der Club vier Meistertitel von 1960 bis 1965 (der Gewinner der Meisterschaft von 1963 ist unbekannt) sowie die Titel der Jahre 1967 und 1968. Auch international erzielte Étoile Filante Aufmerksamkeit: 1968/69 erreichte der Club das Finale des Afrikapokals der Landesmeister gegen TP Englebert Mazembe aus Lubumbashi, konnte mit einem 4:1-Sieg im Rückspiel in Lomé die 0:5-Niederlage aus dem Hinspiel jedoch nicht wieder wettmachen.
In der Sportreform von 1974 wurden die Clubs Etoilé, Modèle und Dynamic Togolais, alle aus Lomé, unter dem Namen Lomé 1 oder später Déma Club zu einem Verein zusammengefasst. Erst 1978 wurde die Reform wieder teilweise rückgängig gemacht und Étoile Filante spielte fortan wieder als eigenständiger Club. Neben einem Sieg in der Meisterschaft 1992 und dem Pokalsieg von 1994 blieben weitere große Erfolge aus. Bei einem Busunglück am 26. November 2011 in Gléi wurden sechs Mitglieder des Teams getötet. Der Bus stürzte in eine Schlucht und brannte komplett aus. Unter den Toten befanden sich der Ex-Nationalkeeper Togo's Charles Balogou, der einmalige Nationalspieler Isidore Kouma, der als Co-Trainer zuletzt im Verein arbeitete, Vereinsdoktor Azianon Gnininvi, der Koch Jean Tchapo, die Sportmoderatorin und Journalistin Yolande Améyo Adabra und der Geschäftsführer Christophe Dagbovi.

## Präsidenten 1933–1960
- 1933–1934 Victor Atakpmey
- 1934–1943 Philipe Nasr
- 1943–1950 Ernest Sogodzo Kebey
- 1950–1951 Stanislas Segbeaya
- 1952–1955 Nicolas Djondjo
- 1958–1960 Joseph Firmin Abalo

## Erfolge

### National
- Togoische Meisterschaft: 1934, 1937, 1938, 1940, 1945, 1947, 1948, 1949, 1953, 1959, 1960, 1961, 1962, 1964, 1965, 1967, 1968, 1992
- Togoischer Pokal: 1956, 1958, 1961, 1994

### International
Afrikapokal der Landesmeister (seit 1997 CAF Champions League):
- 1966: Erste Runde
- 1968: Finale
- 1969: Viertelfinale
- 1993: Vorrunde

CAF Cup:
- 1996: Erste Runde
- 1998: Erste Runde

Afrikapokal der Pokalsieger:
- 1995: Erste Runde

## Statistik in den CAF-Wettbewerben
| Wettbewerb                    | Runde         | Gegner                | Hinspiel | Rückspiel |
| ----------------------------- | ------------- | --------------------- | -------- | --------- |
| CAF Champions Cup 1966        | 1. Runde      | Asante Kotoko SC      | 0:3 (H)  | 0:3 (A)   |
| CAF Champions Cup 1968        | 1. Runde      | US Ouagadougou        | 4:1 (A)  | 2:0 (H)   |
| CAF Champions Cup 1968        | Viertelfinale | FC Conakry II         | 3:0 (H)  | n. a.     |
| CAF Champions Cup 1968        | Halbfinale    | Abaluhya United       | 0:2 (A)  | 4:0 (H)   |
| CAF Champions Cup 1968        | Finale        | TP Englebert          | 0:5 (A)  | 4:1 (H)   |
| CAF Champions Cup 1969        | 1. Runde      | Secteur 6 Niamey      | 5:1 (A)  | 3:0 (H)   |
| CAF Champions Cup 1969        | Viertelfinale | TP Englebert          | 1:4 (A)  | 1:0 (H)   |
| CAF Champions Cup 1993        | Qualifikation | LPRC Oilers           | n. a.    | n. a.     |
| African Cup Winners’ Cup 1996 | 1. Runde      | Stade d’Abidjan       | 2:1 (H)  | 1:4 (A)   |
| CAF Cup 1996                  | 1. Runde      | Rangers International | 1:0 (H)  | 1:6 (A)   |
| CAF Cup 1998                  | 1. Runde      | CS Sfax               | 0:0 (H)  | 0:4 (A)   |

- 1968: Der Verein FC Conakry II nahm seine Mannschaft nach dem 3:0 in der 72.Minute vom Platz. Er wurde disqualifiziert.
- 1993: Der Verein zog seine Mannschaft nach der Auslosung zurück.